# Gianluca Presicci
Gianluca Presicci (Orbetello, 26 giugno 1965) è un allenatore di calcio ed ex calciatore italiano, di ruolo difensore.

## Caratteristiche tecniche

### Giocatore
Presicci era un difensore centrale, che poteva essere schierato sia come libero, sia come stopper. Grazie alla sua statura era abile nel gioco aereo.

### Allenatore
Predilige il gioco a zona, e nel Carpi ha utilizzato spesso il 3-4-3.

## Carriera

### Giocatore
Dopo gli esordi tra i dilettanti, con Orbetello e Cerretese, nel 1986 sale tra i professionisti, acquistato dal Cosenza. Nella prima stagione scende in campo in 6 occasioni, tra cui il derby perso con il Catanzaro,. Realizza anche una rete, l'unica della sua carriera, sul campo del Benevento.
Nelle due annate successive si guadagna maggior spazio, contribuendo alla promozione in Serie B del 1988, e debuttando nella serie cadetta l'anno successivo. Nel 1989 passa al Modena, con cui ottiene immediatamente una nuova promozione in Serie B, facendo parte di una difesa con soli 9 gol al passivo. Milita tra i cadetti per le due stagioni successive, la seconda delle quali lo vede operato al ginocchio destro per la rottura del legamento crociato anteriore.
Nel 1992 ridiscende in Serie C1, con il Perugia per una stagione, e quindi per un biennio nel Bologna; qui conquista la sua terza promozione, sotto la guida di Renzo Ulivieri che lo aveva già allenato a Modena. Non segue i felsinei tra i cadetti, e nel 1995, a 30 anni, accetta l'offerta dell'Arezzo, nel Campionato Nazionale Dilettanti; qui convince l'allenatore Serse Cosmi a impostare la difesa a zona, invece che a uomo, e ottiene la promozione in Serie C2.
L'anno successivo torna tra i professionisti, vestendo la maglia del Fiorenzuola. L'esperienza è breve, e nel mercato di novembre passa al Pisa, dove disputa la sua ultima stagione da titolare. Dopo un grave infortunio, nell'autunno 1997 passa al Livorno in Serie C1, dove è afflitto da diversi problemi fisici e fornisce prestazioni poco convincenti.
Ha disputato 57 partite in Serie B con le maglie di Cosenza e Modena.

### Allenatore
Inizia la carriera di allenatore subito dopo il ritiro, nell'Orbetello. In seguito allena il Cecina, e riveste il ruolo di collaboratore di Ulivieri, prima di approdare nel 2004 sulla panchina del Carpi, in Serie D. L'esperienza in Emilia è particolarmente travagliata: esonerato dopo cinque giornate, viene richiamato a stagione in corso e poi esonerato di nuovo, a seguito di diverse critiche
Nella stagione 2007-2008 è alla Reggina, in serie A come vice di Renzo Ulivieri. Ricopre lo stesso ruolo nella stagione 2014-2015 al Grosseto, affiancando Paolo Stringara nella sua breve esperienza con i maremmani.
Il 10 dicembre 2016 assume la carica di direttore del settore giovanile del Vicenza.

## Palmarès

### Giocatore
- Campionato italiano Serie C1: 4

Cosenza: 1987-1988
Modena: 1989-1990
Bologna: 1994-1995
- Campionato Nazionale Dilettanti: 1

Arezzo: 1995-1996